# 莫里斯·莫特
莫里斯·莫特（英語：Morris Mott，1946年5月25日—），加拿大男子冰球运动员，场上位置是前锋。他曾代表加拿大参加1968年冬季奥林匹克运动会冰球比赛，获得一枚铜牌。